# Gabriel Noga
 (décembre 2021).
Gabriel Rodrigues Noga dit Gabriel Noga, né le 25 janvier 2002 au Brésil, est un footballeur brésilien qui évolue au poste de défenseur à Leixões SC.

## Biographie

### En club
Formé au club de Flamengo, il est notamment le capitaine de son équipe des moins de 17 ans qui remporte le championnat brésilien.

### En équipe nationale
En octobre et novembre 2019, il est sélectionné pour la Coupe du monde des moins de 17 ans au Brésil, remplaçant le forfait de Paulo Eduardo, joueurs des Cruiziero. L'équipe du Brésil remporte la finale de la compétition, qu'elle n’a plus atteint depuis 2003. Remplaçant, Noga entre en jeu lors du match de poule contre l'Angola remporté 2-0 par les brésiliens.

## Palmarès
Équipe du Brésil des moins de 17 ans
- Coupe du monde des moins de 17 ans
  - Vainqueur en 2019.

### Statistiques
| Saison                | Club                  | Championnat           | Championnat | Championnat | Championnat | Coupe(s) nationale(s) | Coupe(s) nationale(s) | Coupe(s) nationale(s) | Compétition(s) continentale(s) | Compétition(s) continentale(s) | Compétition(s) continentale(s) | Compétition(s) continentale(s) | Ligue régionale | Ligue régionale | Ligue régionale | Total | Total | Total |
| Saison                | Club                  | Division              | M.          | B.          | P.d.        | M.                    | B.                    | P.d.                  | Comp.                          | M.                             | B.                             | P.d.                           | M.              | B.              | P.d.            | M.    | B.    | P.d.  |
| 2020                  | CR Flamengo           | Série A               | 2           | 0           | 0           | 1                     | 0                     | 0                     | CL                             | 2                              | 0                              | 0                              | -               | -               | -               | 5     | 0     | 0     |
| 2021                  | CR Flamengo           | Série A               | 1           | 0           | 0           | 1                     | 0                     | 0                     | CL                             | -                              | -                              | -                              | 3               | 0               | 0               | 5     | 0     | 0     |
| 2022                  | CR Flamengo           | Série A               | -           | -           | -           | -                     | -                     | -                     | CL                             | -                              | -                              | -                              | 4               | 0               | 0               | 4     | 0     | 0     |
| 2023                  | CR Flamengo           | Série A               | -           | -           | -           | -                     | -                     | -                     | CL                             | -                              | -                              | -                              | 2               | 0               | 0               | 2     | 0     | 0     |
| 2024                  | CR Flamengo           | Série A               | -           | -           | -           | -                     | -                     | -                     | CL                             | -                              | -                              | -                              | 1               | 0               | 0               | 1     | 0     | 0     |
| Sous-total            | Sous-total            | Sous-total            | 3           | 0           | 0           | 2                     | 0                     | 0                     | -                              | 2                              | 0                              | 0                              | 10              | 0               | 0               | 17    | 0     | 0     |
| 2022                  | AC Goianiense (prêt)  | Série A               | 1           | 0           | 0           | 1                     | 0                     | 0                     | CS                             | 1                              | 1                              | 0                              | -               | -               | -               | 3     | 1     | 0     |
| Total sur la carrière | Total sur la carrière | Total sur la carrière | 4           | 0           | 0           | 3                     | 0                     | 0                     | -                              | 3                              | 1                              | 0                              | 10              | 0               | 0               | 20    | 1     | 0     |